# Walter Kohn
Walter Kohn (Vienna, 9 marzo 1923 – Santa Barbara, 19 aprile 2016) è stato un fisico austriaco naturalizzato statunitense il cui lavoro è rivolto principalmente nell'ambito della fisica teorica.
Ha vinto il premio Nobel per la chimica nel 1998 insieme con John A. Pople.
Il riconoscimento fu loro attribuito per il contributo dato alla conoscenza delle proprietà elettroniche dei materiali. In particolare Kohn ebbe un ruolo rilevante nello sviluppo della teoria del funzionale della densità, che rese possibile incorporare effetti quantomeccanici nella densità elettronica tramite l'utilizzo della funzione d'onda. Questa semplificazione computazionale aprì molti nuovi orizzonti e divenne un metodo essenziale per la determinazione della struttura elettronica. Kohn diede anche un significativo contributo alla fisica dei semiconduttori.

## Biografia
Nato a Vienna da una famiglia ebraica, Walter Kohn fu tra i circa 10.000 minori non accompagnati giunti come rifugiati in Inghilterra nel 1939 grazie al Kindertransport. Sopravvisse così all'Olocausto, in cui perse i genitori e l'intera famiglia. Allo scoppio della seconda guerra mondiale, essendo ancora di nazionalità tedesca, fu trasferito in Canada, come avvenne a molti rifugiati classificati come enemy aliens.
Kohn si laureò in matematica e fisica all'Università di Toronto nel 1945 e un anno dopo ottenne la specializzazione in matematica. Nel 1948 conseguì il dottorato in fisica all'Università di Harvard. Kohn insegnò alla Carnegie Mellon University nel periodo 1950-1960, dove condusse gran parte del suo lavoro sulla fisica dei semiconduttori. Si trasferì quindi all'Università della California, a San Diego, appena fondata nel 1960, ove rimarrà fino al 1979. Ricoprì quindi il ruolo di direttore fondatore all'Istituto Kavli di Fisica Teorica con sede a Santa Barbara. Nel 1984 cominciò a insegnare all'Università della California a Santa Barbara, dove fu poi professore emerito.
Nel 1957 Kohn divenne un cittadino naturalizzato statunitense.
Era membro dell'Accademia Internazionale di Scienze Quantistiche Molecolari.